# تجاوب سيكلوتروني

## مقدمة: حركة الإلكترون في مجال مغناطيسي
يتبع الإلكترون المتحرك ضمن حقل مغناطيسي متجانس مساراً لولبياً متموضعاً على سطح أسطوانة نصف قطرها يحدده نصف قطر لارمور.
الشرح:
تعطى قوة لابلاس المطبقة على جسم مشحون في حقل مغناطيسي بالشكل التالي :
{\displaystyle \mathbf {F} =q[\mathbf {v} \times \mathbf {B} ],}
حيث q شحنة الجسم، V سرعته الخطية، وB شدة الحقل المغناطيسي المطبق.
في حقل مغناطيسي متجانس B، تكون حركة الإلكترون كشحنة حركة لولبية بنصف قطر يدعى نصف قطر لارمور ويعطى بالشكل :
{\displaystyle r_{L}={\frac {\sqrt {m_{e}T}}{eB}}={\frac {m_{e}V_{e}}{eB}}}.
حيث e شحنة الإلكترون، {\displaystyle m_{e}} كتلته، T طاقته الحركية، {\displaystyle V_{e}} سرعة الإلكترون.
ومنه، يكون تردد هذه الحركة الزاوي:
{\displaystyle w_{L}={\frac {eB}{m_{e}}}}
في حال تساوى هذا التردد مع التردد الزاوي لحقل كهربائي مطبق أيضاً على الإلكترون، ينتج تجاوب بين أثر الحقلين، ويتوسع نصف قطر لارمور، وبالتالي تزداد سرعة الإلكترون وطاقته الحركية. نسمي هذه الظاهرة التجاوب السيكلوتروني.
في وسط منخفض الكثافة، كغاز بضغط 1 ميللي تور، تزداد سرعة هذا الإلكترون بدون عائق على مسافة عدة ميلليمرات (انظر المسار الحر الوسطي)، مما يؤدي إلى طاقة حركية كبيرة تولد بلازما لدى اصطدامها بجزيئات الغاز.
كمثال معياري، من أجل بلازما الأشعة الميكروية، ومن أجل تردد 2.45 جيغاهرتز، تحصل هذه الظاهرة عندما يطبق حقل مغناطيسي بشدة 875 غوص.

## تطبيقات
تستخدم هذه الظاهرة في فيزياء البلازما لإنتاج بلازما عالية الكثافة. وتوجد تطبيقاتها في مجال تصنيع السطوح البصرية والإلكترونية كترسيب مشتقات السيليكون والكربون والمفاعلات النووية ومحركات الدفع البلازمية للمركبات الفضائية.